# Ștefan cel Mare (stacja metra)
Ștefan cel Mare – stacja metra w Bukareszcie na linii M1. Znajduje się w zachodniej części miasta. Nosi imię Stefana Wielkiego. W pobliżu znajduje się stadion Dinamo.